# Adam Müller (Humorist)
Adam Müller, genannt Millerche, (* 9. Oktober 1863 in Somborn; † 26. Dezember 1932 in Frankfurt am Main) war ein deutscher Volksdichter, Sänger und Humorist hessischer Mundart.

## Leben
Müller wurde als Bauernsohn am 9. Oktober 1863 in Somborn geboren. Er erlernte das Schneiderhandwerk und kam 1886 als Geselle nach Frankfurt am Main. Bereits während seiner Lehrzeit hatte er Auftritte als Vereinshumorist. Nach Ablegen der Meisterprüfung eröffnete er eine Schneiderei, neben der er auch einen Gemischtwarenladen betrieb. Er trat auch in öffentlichen Lokalen auf, zuletzt in den beiden Frankfurter Varieté-Theatern Schumann und Kristallpalast.
Müller nahm sich an Themen aktuelle wie traditionelle Gegenstände vor. Er besang die „Ald Brick“ und den Frankfurter „Wäldchesdaach“ ebenso wie Lokalereignisse, zum Beispiel das Deutsche Turnfest in Frankfurt 1908 oder technische Errungenschaften wie den Flugapparat seines Landsmannes August Euler oder den Zeppelin.
Er erfand für sich die Rollenfigur des „Balser“ [= Balthasar] Der „Äbbelwoi-Balser“ steht für den alteingesessenen Frankfurter, dem Müller in seinen heiter-besinnlichen Vorträgen eine Stimme verlieh.
Müller hinterließ zahlreiche Schallaufnahmen. Er besprach schon 1907 Edison-Goldguß-Walzen und später Schallplatten der Fabrikate Grammophon/Zonophon, Odeon, Beka und Parlophon.
Müller starb im Alter von 69 Jahren 1932 in Frankfurt am Main.

## Veröffentlichungen

### Tondokumente
Edison Goldguss-Walzen, 2 min. Spieldauer, um 1907:
- Nr. 15 569 Äbbelwoi-Lied
- Nr. 15 581 Der Balzer beim Sachsehäuser Äbbelwoi
- Nr. 15 606 En Fulder in Frankfort
- Nr. 15 618 Schein und Wahrheit

### Schallplatten

#### Parlophon/Beka
- Balser als Redner in 'ner Antialkohol-Versammlung: Frankfurter Original-Vortrag von Adam Müller (Millerche), Frankfurt a. M. - Beka B.5380 -I (mx. 33 079)[10]
- Unglicksmensche. Frankfurter Original-Vortrag von Adam Müller (Millerche), Frankfurt a. M. - Beka B.5380 -II (mx. 33 080)[11]
- Balser als Euler-Passagier iwer Frankford / Mein Frankford - mein Alles! - Beka B.5382 (mx.33083 + 33084)[12]
- Balser mit seiner Fraa im Strandbad. Beka B.5379-I (mx. 33 077) / Strandbadbilder. Beka B.5379-II (mx. 33 078) Adam Müller (Millerche), Original Vortrag in Frankfurter Mundart; Video auf YouTube
- Der Sachsehäuser Äbbelwoi - Beka Nr. 12 906 / 5101 (mx.12 906); Video auf YouTube
- Der Aebbelwein-Balser am Stammtisch - Beka B.5101 (mx.12 909)
- Gutleuthof-Fuldermarsalljös - Beka B.5381-I (mx. 33 081) / *En Fulder in Frankfort - Beka B.5381-II (mx.33 082)
- Balser nimmt Abschied von de Alde Brick - Beka B.5383 (mx. 33 085 und 33 086)

#### Grammophon/Zonophone
- Balser als Fremdenführer auf der Ila - Grammophon 21 268 (mx. 6331 r)
- Hoch Zeppelin! - Zonophone  x2-22 057 (mx. 6332 r)
- Abbelmeier uff dem Tornerfest - Grammophon 21 269 (mx. 6334 r)
- Aeppelwein-Lied - Grammophon 22 949 (mx. 3326 L)
- Aebbelmeyer m. s. Familch uff ‘ne Schitzefest - Grammophon 10 754 (mx. 627 ah)
- Balser begrüßt de deutsche Schitze beim Aebbelwein - Grammophon 10 754 (mx.628 ak)
- Balser als Redner uff ner Antialkohol - Versammlung - Grammophon 10 755 (mx.629 ak)
- Balser als Euler-Passagier iwwer Frankfort - Grammophon 10 755 (mx. 630 ak)
- Der Frankforter Wäldchesdaach - Grammophon 10 752 (mx. 651 ak)
- Als der Zeppelin kam - Grammophon 11 032 (mx. 659 ah)

#### Odeon
- Gedichte in Frankfurter Mundart I und II - Odeon 303.604  (xBo 4700)
- Äbbelmeyer mit seine Familch’ uff ‘ne Schitzefest - Odeon 303.605 (mx. 1691)
- Der Äbbelwein-Balser am Stammtisch - Odeon 303.607 (xBo 4701)
- Frankforter Schnadahüpfl - Odeon G.303.608 (mx.     ?       )
- En Fulder in Frankfort - Odeon G.303.609 (mx.     ?       )
- Der Sachsehäuser Äbbelwein - Odeon G.303.612 (mx.       ?   )
- Inschriften auf Frankfurter Bauwerken und Denkmälern - Odeon G.303.613 (mx.              )
- Balser begrüßt de deutsche Schitze beim Äbbelwein - Odeon O-1652 a (xBo    ?       )
- Der Frankforter Wäldchesdaach - Odeon O-1652 b (xBo    ?       )

### Wiederveröffentlichungen
- Audio-CD Gebabbel aus dem alden Frankfort (Reihe Stimmen aus dem Zwanzigsten Jahrhundert, veröffentlicht 3. Mai 2007), archiv-record Ltd.
- Adam Müller: Gebabbel aus dem alden Frankfort (CD AR 5507), enthält: Mein Frankfort, mein Alles! - En Fulder in Frankfort - Gutleuthof-Fuldermarsalljös - Aeppelwein-Lied - Aebbelmeyer m. s.Familch uff ne Schitzefest -  Der Aebbelwein Balser am Stammtisch - Balser begrüßt de deutsche Schitze beim Aebbelwein - Balser mit seiner Fraa im Strandbad - Strandbadbilder - Balser als Fremdenführer auf der Ila - Balser als Euler-Passagier iwwer Frankfort - Abbelmeier uff dem Tornerfest - Balser als Redner uff ner Antialkohol - Versammlung - Als der Zeppelin kam! - Der Frankforter Wäldchesdaach - Unglicksmensche